# Munscheid (Bochum)
Munscheid war eine kleine Gemeinde, deren Gebiet heute zur kreisfreien westfälischen Großstadt Bochum gehört.

## Geographie

### Lage
Munscheid war eine nur 24 ha große Gemeinde. Innerhalb des Landkreises Gelsenkirchen befand sie sich im äußersten Südosten. Sie war die Gemeinde dieses Landkreises, die ans Drei-Kreise-Eck mit dem Landkreis Bochum und dem Kreis Hattingen stieß.

### Nachbargemeinden
Im Jahr 1897, also bevor es im Ruhrgebiet wegen der stark steigenden Einwohnerzahlen zu einer Vielzahl von Eingemeindungen kam, grenzte die Gemeinde Munscheid (im Uhrzeigersinn, beginnend im Nordwesten) an Höntrop, Eppendorf (beide im Landkreis Gelsenkirchen), Weitmar (Landkreis Bochum) sowie Linden und Dahlhausen (beide im Kreis Hattingen), die im Jahr 1921 die kurzlebige Gemeinde Linden-Dahlhausen bildeten.

## Geschichte
Munscheid war eine selbständige Gemeinde, die zunächst dem Kreis Bochum angehörte. Am 24. Mai 1876, dem Tag der Auskreisung Bochums, wurde dieser Kreis offiziell zum Landkreis Bochum. Die Einwohnerzahl dieses Landkreises stieg stetig, so dass er am 1. Juli 1885 große Gebietsteile an die neuen Kreise Gelsenkirchen und Hattingen abtreten musste. Munscheid wurde dem Kreis Gelsenkirchen zugesprochen, der anlässlich der Auskreisung Gelsenkirchens am 1. April 1897 offiziell in Landkreis Gelsenkirchen umbenannt wurde.
Am 1. April 1926 wurde die Gemeinde Munscheid durch das Gesetz über die Neuregelung der kommunalen Grenzen im rheinisch-westfälischen Industriebezirke aufgelöst und in die Stadt Wattenscheid eingegliedert. Seit dem 1. Januar 1975, dem Tag der Eingemeindung Wattenscheids, gehört Munscheid zu Bochum.